# Maider Unda Gonzalez de Audikana
Maider Unda Gonzalez de Audikana (Vitòria, País Basc 1977) és una lluitadora basca. La seva disciplina és la lluita lliure i actualment participa en la categoria de 72 kg.

## Biografia
Va néixer el 2 de juliol de 1977 a la ciutat de Vitòria, capital del País Basc.

## Carrera esportiva
Ha guanyat tretze Campionats d'Espanya de la disciplina, aconseguint una vuitena posició als Campionats Europeus del 2005 a Varna i el cinquè lloc als Campionats del Món del 2007 a Bakú. També aconseguí la cinquena plaça als Jocs Olímpics de Pequín 2008.
Als Jocs Olímpics de Londres 2012 hi va aconseguir la medalla de bronze a la categoria de -72 kg, una fita històrica, en ésser la primera medalla olímpica aconseguida per una lluitadora espanyola en tota la història.
Al llarg de la seva carrera ha aconseguit una medalla de bronze al Campionat del Món de lluita i dues medalles de bronze al Campionat d'Europa de l'especialitat.